# Étude op. 25, no 3 de Chopin
Pour un article plus général, voir Études de Chopin.

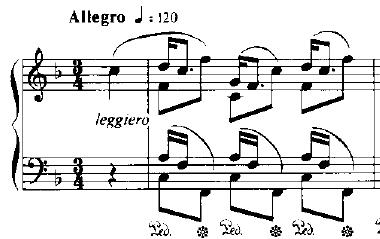
Incipit de lÉtude op. 25 no 3.

L'Étude op. 25, no 3, en fa majeur, est une étude technique composée par Frédéric Chopin en 1836. Le surnom romancé de cette pièce (non donné par Chopin, qui trouvait cette idée répugnante) est « Le cavalier » ou « Le chevalier », probablement en raison de son style « galopant ». Il s'agit principalement d'une étude du rythme. L'étude comporte quatre voix différentes qui doivent être mises en valeur par l'interprète. La figure technique consiste en des mouvements latéraux de la main qui doivent être joués avec brio et raffinement.
Les 53 études sur les études de Chopin de Leopold Godowsky comprennent deux versions dont une version pour main gauche seule.